# Jochen Rose
Jochen Rose (* 2. August 1941 in Göttingen; † 29. Mai 2010) war ein deutscher Jazztrompeter.

## Leben und Wirken
Rose lernte zunächst Geige und Gitarre, bevor er sich 1955 der Trompete zuwendete. Er spielte in Schülerbands. 1960 trat er als Mitglied der Storyville Jazzband aus Hannover im Fernsehfilm Liebe 1961 auf. Zwischen 1963 und 1968 studierte er Betriebswirtschaft; in dieser Zeit spielte er in diversen Bands, die im Jazz Club Hannover beheimatet waren. 1968 gründete er die Rockjazzband Store Evil (bis 1977). Zwischen 1975 und 1986 gehörte er zum Sextett und zur Bigband von Joe Viera; 1976/77 war er ferner in der Rockband Harvey Cooper aktiv. Später spielte er Dixieland bei den Cake Walkers und ab 1981 bei den Hot Peppers. Ab 1986 gehörte er zur Old Merry Tale Jazzband von Addi Münster, mit der er auch ein Weihnachtsalbum einspielte; seit 1988 war er zudem Mitglied von Lothar Krists Hannover Bigband. Zwischen 1993 und 1997 gehörte er zur Cannonball Adderley Memorial Band; 1996 spielte er Trompetenparts in den Filmen Männerpension und Dumm gelaufen. Tom Lord verzeichnet 18 Aufnahmen im Bereich des Jazz zwischen 1976 und 1999; er ist auch auf Alben von Harlis und Manfred Maurenbrecher zu hören.

## Diskographische Hinweise
- Joe Viera Sextett Kontraste (Calig 1978, mit Axel Prasuhn, Martin Schrack, Detlev Beier, Hans Clauss, Gerhard Laber)
- Cake Walkers  Let’s Have a Party (Happy Time Music 1978)

## Lexikalische Einträge
- Jürgen Wölfer: Jazz in Deutschland. Das Lexikon. Alle Musiker und Plattenfirmen von 1920 bis heute. Hannibal, Höfen 2008, ISBN 978-3-85445-274-4.